# 前進山良太
前進山 良太（ぜんしんやま りょうた、1966年4月22日 - ）は、神奈川県横浜市出身で高田川部屋に所属した元大相撲力士。本名は秋元 良太（あきもと りょうた）。身長180cm、体重141kg。得意手は突き、押し。最高位は東十両2枚目（1992年7月場所）。現在は若者頭・前進山、血液型はB型。

## 来歴
横浜高校時代は野球部に所属していた。相撲経験はなかったが、知人の紹介で高校を中退し高田川部屋に入門。1982年11月場所で初土俵を踏んだ。序ノ口時代には押し相撲とも四つ相撲と言えない相撲を取っており苦労したが、四股名を「前進山」と改名してからは「名は体を表す」かのように突き押し相撲一本に絞り、それから安定した成績を残していった。一時は左膝の故障で悩まされた時期もあったが克服し、1989年5月場所には十両に昇進した。2場所で幕下に陥落し、2年ほど幕下上位で停滞したが、1991年9月場所において西幕下9枚目で6勝1敗の成績を挙げ、翌11月場所に再十両を果たす（これは幕下7日制が導入された1960年7月場所以降、長らくの間、最も下位の番付から全勝せずに十両昇進を果たした例だったが、2010年7月場所において琉鵬が西幕下11枚目で6勝1敗の成績を挙げて翌場所での再十両が決定するという例が生まれた）。その後は十両に定着し、強烈な押し相撲を見せた。一時は入幕も期待されたが、度重なるケガで悲願を果たすことは出来なかった。以降は幕下に陥落することもあったが、十両を通算37場所務め、1999年9月場所を最後に現役を引退。引退後は若者頭に転身した。若者頭の中では唯一大相撲中継で解説を担当していない。

## その他
- 1992年7月場所花ノ国、恵那桜、1999年1月場所出羽嵐、金開山戦で幕内の土俵に上がり花ノ国に勝利している。
- 十両在位37場所は最高位が十両の力士では魄龍、沢風に次ぐ在位数である。

## 主な戦績
- 生涯成績：481勝469敗50休  勝率.506
- 十両成績：244勝280敗31休  勝率.466
- 現役在位：101場所
- 十両在位：37場所
- 各段優勝
  - 幕下優勝：2回（1989年3月場所、1993年11月場所）

### 場所別成績
| | 一月場所 初場所（東京） | 三月場所 春場所（大阪） | 五月場所 夏場所（東京）   | 七月場所 名古屋場所（愛知） | 九月場所 秋場所（東京） | 十一月場所 九州場所（福岡） |
| --- | ----------------------- | ----------------------- | ------------------------- | --------------------------- | ----------------------- | --------------------------- |
| 1982年 （昭和57年） | x                       | x                       | x                         | x                           | x                       | （前相撲）                  |
| 1983年 （昭和58年） | 東序ノ口36枚目 3–4      | 西序ノ口19枚目 4–3      | 東序二段125枚目 5–2       | 東序二段79枚目 3–4          | 東序二段97枚目 5–2      | 西序二段57枚目 5–2          |
| 1984年 （昭和59年） | 西序二段7枚目 3–4       | 東序二段23枚目 4–3      | 東三段目98枚目 4–3        | 西三段目73枚目 4–3          | 東三段目55枚目 5–2      | 東三段目19枚目 4–3          |
| 1985年 （昭和60年） | 西三段目5枚目 1–6       | 東三段目38枚目 3–4      | 西三段目52枚目 4–3        | 西三段目36枚目 3–4          | 東三段目50枚目 4–3      | 西三段目30枚目 5–2          |
| 1986年 （昭和61年） | 東幕下55枚目 3–4        | 東三段目10枚目 0–2–5    | 西三段目55枚目 休場 0–0–7 | 西三段目55枚目 3–3–1        | 東三段目68枚目 4–3      | 西三段目49枚目 5–2          |
| 1987年 （昭和62年） | 西三段目19枚目 3–4      | 東三段目32枚目 5–2      | 東三段目6枚目 4–3         | 東幕下53枚目 3–4            | 東三段目6枚目 6–1       | 東幕下38枚目 5–2            |
| 1988年 （昭和63年） | 西幕下21枚目 4–3        | 西幕下13枚目 4–3        | 西幕下8枚目 4–3           | 西幕下3枚目 2–5             | 東幕下15枚目 4–3        | 西幕下9枚目 4–3             |
| 1989年 （平成元年） | 西幕下5枚目 3–4         | 西幕下9枚目 優勝 7–0    | 東十両13枚目 9–6          | 東十両10枚目 3–12           | 西幕下6枚目 3–4         | 東幕下11枚目 3–4            |
| 1990年 （平成2年） | 西幕下18枚目 4–3        | 東幕下14枚目 4–3        | 東幕下9枚目 5–2           | 西幕下3枚目 4–3             | 西幕下2枚目 3–4         | 東幕下5枚目 4–3             |
| 1991年 （平成3年） | 東幕下2枚目 4–3         | 西幕下筆頭 3–4          | 西幕下6枚目 3–4           | 西幕下11枚目 4–3            | 西幕下9枚目 6–1         | 西十両13枚目 8–7            |
| 1992年 （平成4年） | 東十両9枚目 7–8         | 西十両9枚目 10–5        | 東十両4枚目 8–7           | 東十両2枚目 5–10            | 東十両7枚目 8–7         | 西十両6枚目 6–9             |
| 1993年 （平成5年） | 西十両9枚目 8–7         | 東十両7枚目 6–9         | 東十両11枚目 8–7          | 東十両10枚目 6–9            | 西十両12枚目 5–10       | 東幕下5枚目 優勝 7–0        |
| 1994年 （平成6年） | 西十両10枚目 8–7        | 東十両6枚目 4–11        | 東十両12枚目 9–6          | 西十両8枚目 6–9             | 西十両12枚目 6–9        | 東幕下2枚目 2–5             |
| 1995年 （平成7年） | 西幕下15枚目 3–4        | 東幕下23枚目 3–4        | 東幕下32枚目 4–3          | 西幕下25枚目 5–2            | 西幕下14枚目 4–3        | 東幕下8枚目 5–2             |
| 1996年 （平成8年） | 東幕下3枚目 4–3         | 西幕下2枚目 4–3         | 東十両13枚目 9–6          | 西十両8枚目 7–8             | 東十両10枚目 8–7        | 西十両8枚目 7–8             |
| 1997年 （平成9年） | 東十両9枚目 9–6         | 東十両5枚目 8–7         | 東十両4枚目 6–9           | 東十両8枚目 8–6–1           | 西十両4枚目 休場 0–0–15 | 西十両4枚目 6–9             |
| 1998年 （平成10年） | 東十両6枚目 8–7         | 東十両4枚目 6–9         | 東十両8枚目 8–7           | 西十両4枚目 休場 0–0–15     | 西十両4枚目 7–8         | 西十両5枚目 8–7             |
| 1999年 （平成11年） | 東十両3枚目 4–11        | 西十両10枚目 5–10       | 西幕下2枚目 0–2–5         | 東幕下38枚目 3–4            | 西幕下44枚目 引退 –     | x                           |
| 各欄の数字は、「勝ち-負け-休場」を示す。 優勝 引退 休場 十両 幕下 三賞：敢=敢闘賞、殊=殊勲賞、技=技能賞 その他：★=金星 番付階級：幕内 - 十両 - 幕下 - 三段目 - 序二段 - 序ノ口 幕内序列：横綱 - 大関 - 関脇 - 小結 - 前頭（「#数字」は各位内の序列） |                         |                         |                           |                             |                         |                             |

## 改名歴
- 秋元 良太（あきもと りょうた）1982年11月場所-1983年3月場所
- 前進山 良太（ぜんしんやま-）1983年5月場所-1999年9月場所